# دهستان فریم

موقعیت دهستان فریم در بخش دودانگهٔ شهرستان ساری. شهر فریم در میانهٔ این دهستان.

دهستان فریم، دهستانی از توابع بخش دودانگه شهرستان ساری در استان مازندران است.
نام اصلی این منطقه «پریم» بوده‌است که پس حمله مسلمانان به طبرستان به دست اعراب «فریم» نامیده شد.
جمعیت این دهستان بر اساس سرشماری سال ۱۳۹۵ در حدود (۱٬۷۴۳ خانوار) ۴٬۵۲۵ نفر است.